# Toffs and Toughs
Toffs and Toughs é uma foto de 1937 de cinco meninos ingleses: dois vestidos com o uniforme da Harrow School incluindo colete, cartola, boutonnière e bengala; e três próximos vestindo roupas simples de jovens da classe trabalhadora do pré-guerra. A foto foi tirada por Jimmy Sime em 9 de julho de 1937 do lado de fora do Grace Gates no Lord's Cricket Ground durante a partida de críquete Eton x Harrow.  Ele tem sido reproduzido com frequência como uma ilustração do sistema de classes britânico.

## O dia da foto
Os harrovianos eram Peter Wagner e Thomas Norwood Armitage "Tim" Dyson, que tinha arranjado para estar em Grace Gates às 14:00, onde o pai de Wagner iria buscá-los e levá-los para Russ Hill, a casa de campo dos Wagners em Surrey, para o fim de semana. Os outros três meninos eram George Salmon, Jack Catlin e George Young, alunos de 13 anos da escola local da Igreja da Inglaterra. Eles tinham visitado o dentista naquela manhã e decidiram faltar à escola para ganhar dinheiro no Lord's carregando bagagem e devolvendo almofadas contratadas para o depósito. O fotógrafo, Jimmy Sime, trabalhou para a Agência Central de Imprensa;